# Anna Makarowa
Anna Aleksandrowna Makarowa, ros. Анна Александровна Макарова (ur. 2 kwietnia 1984 w Zaporożu) – ukraińska i rosyjska siatkarka, reprezentantka kraju, grająca na pozycji przyjmującej. Od sezonu 2018/2019 występuje w drużynie Proton Bałakowo.

## Sukcesy klubowe
Mistrzostwo Ukrainy:
- 2005
- 2002, 2003, 2004

Puchar Ukrainy:
- 2005

Mistrzostwo Rosji:
- 2018
- 2012, 2013
- 2007, 2010

Puchar Rosji:
- 2011

Superpuchar Rosji:
- 2017

## Sukcesy reprezentacyjne
Grand Prix:
- 2009